# U-Bahnhof Markgrafenstraße
Der U-Bahnhof Markgrafenstraße ist ein U-Bahnhof der Stadtbahn Dortmund. Er wurde 1984 mit Inbetriebnahme der ersten Stammstrecke eröffnet.

## Lage
Der U-Bahnhof befindet sich unterhalb der Straßenkreuzung Landgrafenstraße/Hainallee, ca. 100 Meter nördlich der namensgebenden Markgrafenstraße in der Dortmunder Innenstadt. Ca. 650 Meter nordwestlich befindet sich der U-Bahnhof Dortmund Stadthaus. Der Bahnhof beherbergt drei Gleise, davon zwei an einem Mittelbahnsteig für die Züge Richtung Hauptbahnhof und eins an einem Seitenbahnsteig für die Züge Richtung Märkische Straße bzw. Westfalenpark. Über den Gleisen befindet sich die Verteilerebene des Bahnhofs. Sowohl die Bahnsteige als auch die Verteilerebene sind barrierefrei mit Rolltreppen und Aufzügen zu erreichen.  

## Linien
| Linie | Linienverlauf | Takt                      |
| ----- | --- | ------------------------- |
| U 41  | Brambauer Verkehrshof1 – Brambauer Krankenhaus – Lünen, Herrentheystraße – Dortmund, Oetringhauser Straße – Brechten Zentrum2 – Wittichstraße – Maienweg – Waldesruh – Grävingholz – Externberg – Amtsstraße – Zeche Minister Stein – Güterstraße – Fredenbaum – Immermannstraße/Klinikzentrum Nord – Lortzingstraße – U Münsterstraße – U Leopoldstraße – U Dortmund Hbf – U Kampstraße – U Stadtgarten – U DO-Stadthaus – U Markgrafenstraße – U Märkische Straße – U Karl-Liebknecht-Straße – U Willem-van-Vloten-Straße – U DO-Hörde, Bahnhof – U Dortmund, Clarenberg3 Diese Linie verkehrt auf der Stammstrecke I | 20 min (1–2) 10 min (2–3) |
| U 45  | ( Dortmund, Fredenbaum – Immermannstraße/Klinikzentrum Nord – Lortzingstraße – U Münsterstraße – U Leopoldstraße – ) U Dortmund Hbf – U Kampstraße – U Stadtgarten – U DO-Stadthaus – U Markgrafenstraße – U Westfalenpark – Remydamm – U Westfalenhallen Diese Linie verkehrt auf der Stammstrecke I. Während der HVZ wird die Linie bis zur Haltestelle Fredenbaum verlängert. Bei Veranstaltungen wird sie ab dem/bis zum Haltepunkt Stadion eingesetzt; ab Westfalenhallen verkehrt sie weiter als U46 in Richtung Brunnenstraße.                                                                                   | 10 min                    |
| U 47  | DO-Westerfilde – Obernette – Buschstraße – Parsevalstraße – Huckarde Bushof – Huckarde Abzweig – Insterburger Straße – Hafen – U Schützenstraße – U Leopoldstraße – U Dortmund Hbf – U Kampstraße – U Stadtgarten – U DO-Stadthaus – U Markgrafenstraße – U Märkische Straße – Kohlgartenstraße – Voßkuhle – Lübkestraße – Max-Eyth-Straße – Stadtkrone Ost – Hauptfriedhof – Allerstraße/Westfälische Klinik für Psychiatrie – Westendorfstraße – Schürbankstraße – DO-Aplerbeck Diese Linie verkehrt auf der Stammstrecke I                                                                                           | 10 min                    |
| U 49  | ( Dortmund, Hafen – U Schützenstraße – U Leopoldstraße – ) U Dortmund Hbf – U Kampstraße – U Stadtgarten – U DO-Stadthaus – U Markgrafenstraße – U Westfalenpark – Rombergpark – DO-Hacheney Diese Linie verkehrt auf der Stammstrecke I. Während der HVZ an Schultagen wird die Linie bis zur Haltestelle Hafen verlängert | 10 min                    |
| 453   | Dortmund Hbf - Treibstraße -Ritterstraße/Unionstraße - Unionstraße - DO-Möllerbrücke - Steubenstraße - Neuer Graben - Kuithanstraße - Leibniz-Gymnasium - Vinckeplatz - Saarlandstraße - Chemnitzer Straße - Südbad - Ruhrallee - Markgrafenstraße - Kronenburg - Märkische Straße - Klever Straße - Dessauerstraße - Willem-van-Vloten-Straße - Kurze Hecke - Kattowitzstraße - Am Remberg - Kohlensiepenstraße - Obere Pekingstraße - Seeweg - Meinbergstraße - Schüren - Gaußstraße - Schüren - Am Büter - Bergpartie - Bergmeisterstraße                                                                            | 30 min                    |